# 6-й Вирджинский пехотный полк
6-й Вирджинский пехотный полк (англ. The 6th Virginia Volunteer Infantry Regiment) — добровольческое подразделение армии Конфедерации, набранное в окрестностях Норфолка (штат Виргиния) по штату типового пехотного полка во время Гражданской войны в США. Сражался почти исключительно под знаменами Северовирджинской армии, большей частью — в бригаде Уильяма Махоуна. Полк прошёл все сражения войны на востоке от сражения при Малверн-Хилл до капитуляции при Аппоматтоксе.

## Формирование
Полк был сформирован в мае 1861 года в вирджинском Норфолке. Кроме самого Норфолка, личный состав полка набирался также в округах Принцесс-Энн, Нансемонд и Честерфилд. Полк находился в подчинении Департамента Норфолк, его первым командиром стал полковник Уильям Махоун, подполковником стал Томас Корпрю (1830-1873). В мае полк был направлен к Норфолку. В июне 1862 года полк вошёл в состав бригады, командиром которой стал Махоун. На тот момент в полку числилось 673 человека. В ноябре подполковник Корпрю возглавил полк, а 16 декабря он получил звание полковника.

## Боевой путь
В январе 1862 года 5 рот полка участвовали в перестрелке у Карритак-Бридж, прикрывая отступление отряда генерала Уайза. В мае полк был переведён к Ричмонду, где строил укрепления около Дрюрис-Блафф. В ходе весенней реорганизации армии полковник Корпрю лишился своего звания и на его место был избран полковник Джордж Роджерс. В июне полк, который насчитывал к тому моменту 673 человека, был включён в дивизию Хьюджера, в бригаду Махоуна. Полк принял участие в сражениях Семидневной битвы, где в сражении при малверн-Хилл потерял 10 человек убитыми, 33 ранеными и 8 пропавшими без вести.
14 июля бригада Махоуна вошла в состав дивизии Ричарда Андерсона. В августе бригаду перевели в Северную Вирджинию и полк участвовал во втором сражении при Булл-Ран, где потерял 12 человек убитыми и 49 ранеными. Вскоре после началась Мэрилендская кампания, бригада перешла Потомак, а после 9 сентября её временно включили в состав дивизии Лафайета Маклоуза. Полк участвовал в марше Маклоуза к Харперс-Ферри, а 14 сентября вся бригада Махоуна участвовала в сражении за ущелье Крэмптона. Во время этого боя полком командовал капитан Джон Ладлоу.
6 мая 1864 года командование бригадой принял Дэвид Вайсигер, и в составе его бригады полк участвовал в сражении при Колд-Харборе, после чего 18 июня отступил к Петерсбергу и занят траншеи к югу от города. 30 июля полк участвовал в бою у Воронки, где в бой было введено 95 человек (основная масса рядовых в тот момент находилась в пикетах), из которых было потеряно 80.
В начале апреля, во время капитуляции при Аппоматтоксе в полку числилось 109 человек.

## В культуре
- Атака 6-го Вирджинского полка в бою у Воронки изображена на картине художника Дона Трояни «Контратака Махоуна» 2003 года[3].